# オホーツク網走農業協同組合
オホーツク網走農業協同組合（オホーツクあばしりのうぎょうきょうどうくみあい、英称：JA Okhotsk Abashiri ）は、北海道網走市に本所を置く農業協同組合である。略称はJAオホーツクあばしり。
当農協の営業区域は網走市一円及び、大空町の、旧東藻琴村の範囲である。

## 概要
2008年（平成20年）2月1日に、東藻琴村農協と合併し設立した農業協同組合。
主に、小麦や甜菜（ビート）、馬鈴薯の生産が盛んである。
また、道内では唯一「行者菜」（宇都宮大学の研究者らによって開発された行者ニンニクとニラをかけあわせた新野菜）を生産・出荷している。

## 沿革
- 1991年（平成03年）：西網走農協（網走市卯原内）・網走中央農協（網走市藻琴）・南網走農協（網走市北浜）が合併し、オホーツク網走農業協同組合が発足。
- 1999年（平成11年）：網走市農業協同組合と合併し、新生「オホーツク網走農業協同組合」が発足。
- 2008年（平成20年）：東藻琴村農業協同組合と合併し、新生「オホーツク網走農業協同組合」が誕生[2]。

## 事務所一覧
- 本所（網走市南4条東2丁目10）
- 金融課
  - 本店（網走市南4条東2丁目10）
  - 北浜支店事務所（網走市字北浜99）
  - 卯原内支店事務所（網走市字卯原内81）
  - 東藻琴支店事務所（網走郡大空町東藻琴75）
- 野菜直売所（網走市潮見185-1）

## 主な施設
- ホクレンガソリンスタンド（卯原内・北浜・潮見・東藻琴）
  - なお、同じ網走市の呼人にあるホクレン油機サービスの給油所（2008年3月31日閉鎖）とのつながりはない。
- 麦類乾燥施設（網走市東部地区にあり、美幌町からもその建物は見える）。

## 関連子会社
- 株式会社オホーツク網走
- 有限会社東藻琴車輛センター

## その他
- JAオホーツク網走イメージキャラクター　めぐみちゃん[4]